# Иларий Галеатский

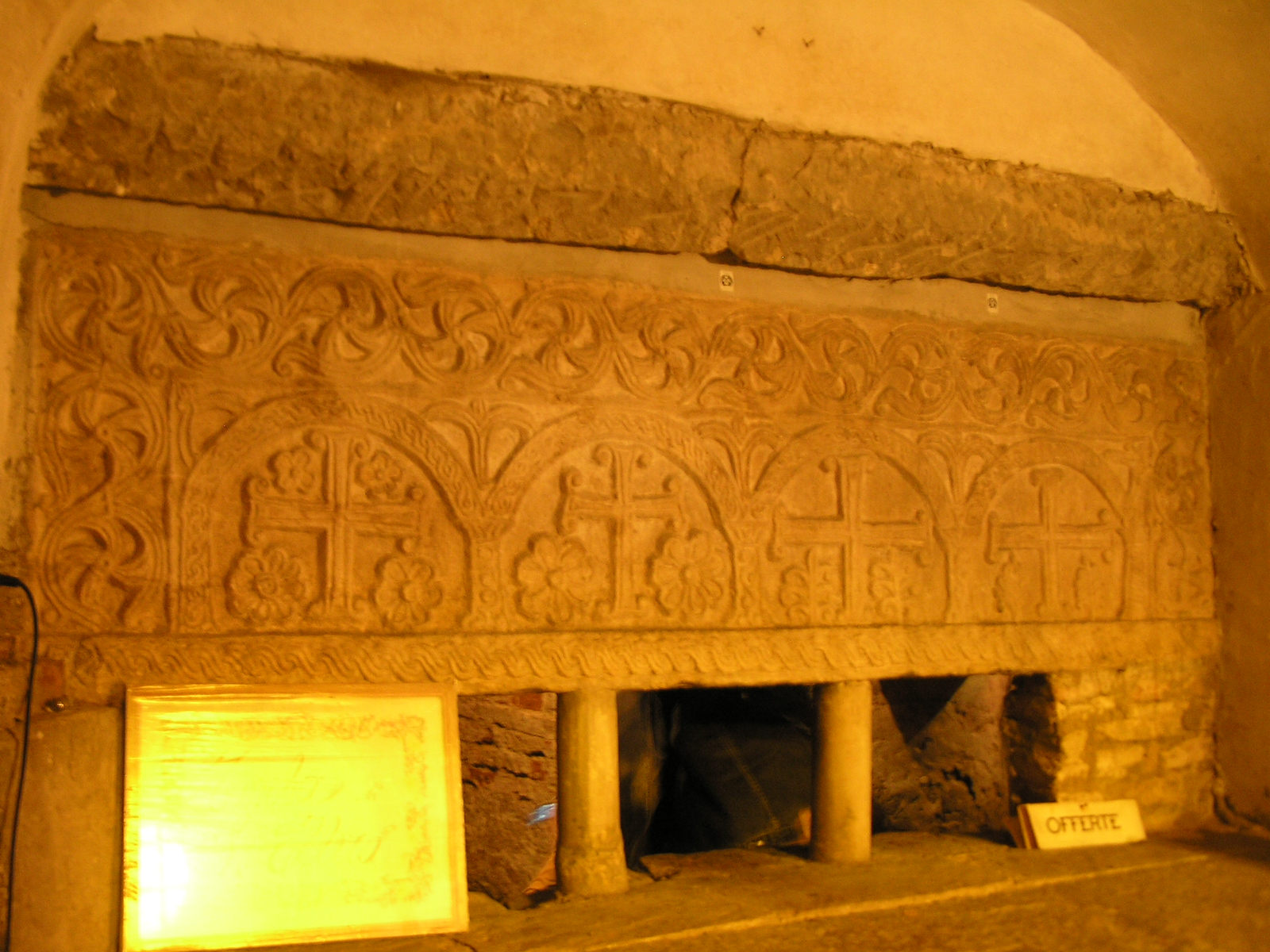
Рака с мощами св. Илария

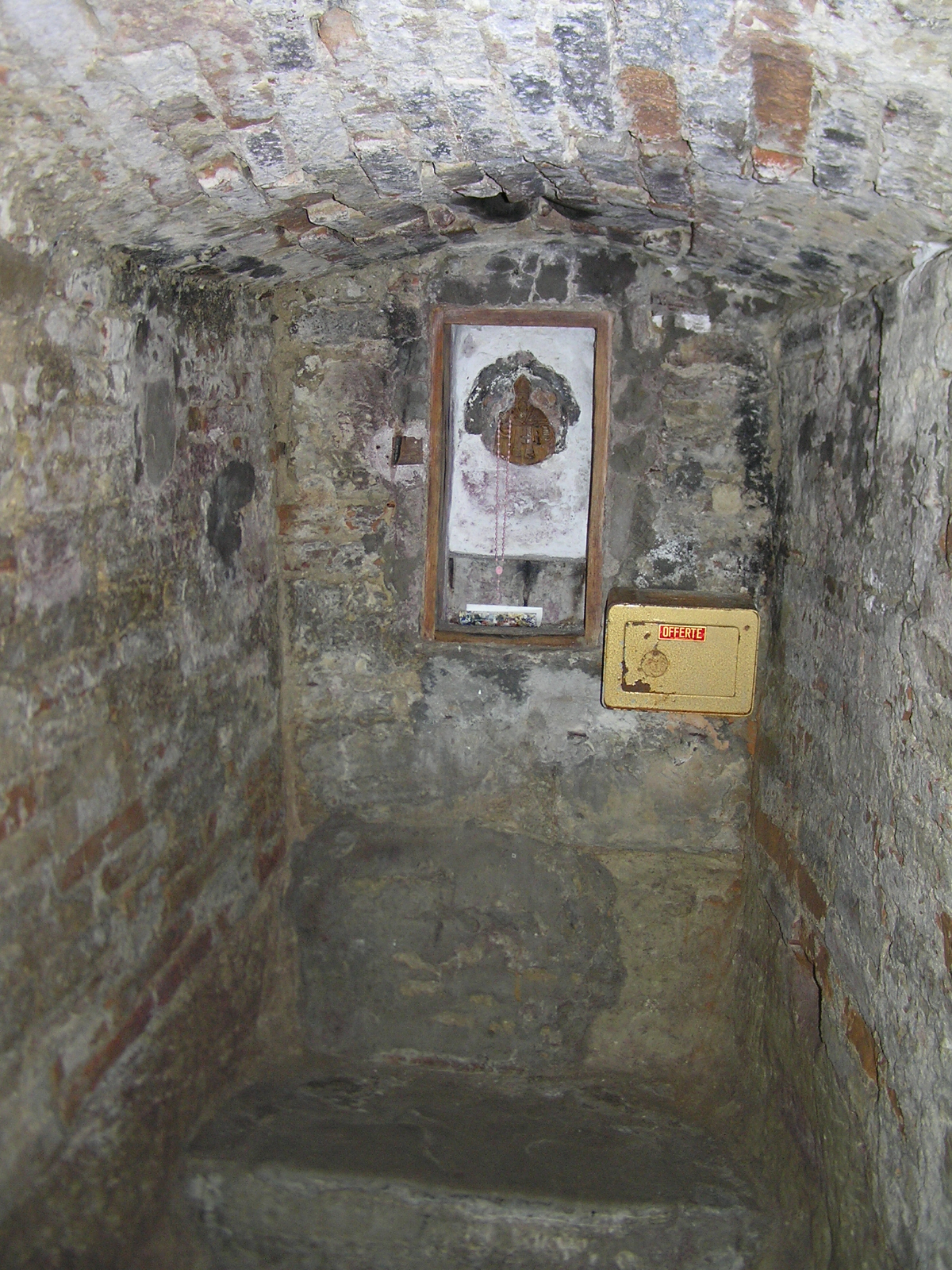
Крипта, в которой молился святой.

Ила́рий (итал. Ellero di Galeata; 476 — 15 мая 558) — святой отшельник Галеатский. День памяти — 15 мая.
Святой Иларий родился в Тоскане, Италия. Он стал вести подвижническую жизнь с двенадцати лет. Он основал скит, названный Галеата (Galeata), называвшийся затем Сент-Иларо, впоследствии переданный камедулам (Camaldolese). Когда Теодорих Великий и остготы вторглись в область, св. Хиларий не только убедил его пощадить монастырь, но также и окрестные земли.